# Buzzcocks
Buzzcocks jsou anglická hudební skupina první punkové vlny. Vznikla v roce 1976 v Manchesteru a jejími zakládajícími členy byli Pete Shelley a Howard Devoto, kteří první pokusy založit kapelu učinili již na univerzitě. Silně je ovlivnila londýnská skupina Sex Pistols. V roce 1981 se skupina rozpadla, ale v roce 1989 opět zahájila svou činnost. Dne 6. prosince 2018 zemřel na srdeční infarkt dlouholetý frontman Pete Shelley. Pozici frontmana a zpěváka kapely přebral kytarista Steve Diggle.

## Diskografie

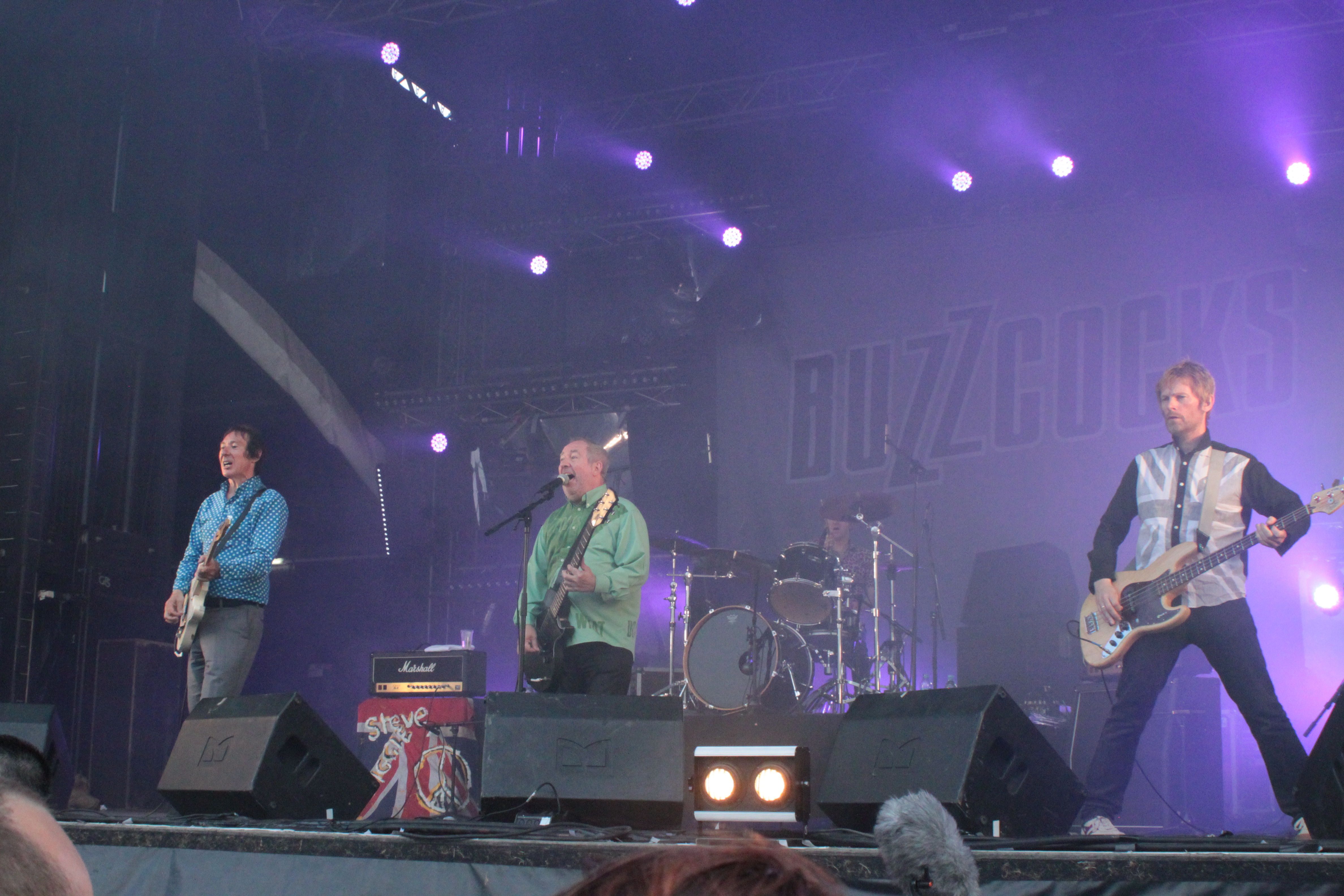
Left to right :
Steve Diggle, Pete Shelley, John Maher,
Chris Remmington, @ Hellfest 2013.

- Another Music in a Different Kitchen (1978)
- Love Bites (1978)
- A Different Kind of Tension (1979)
- Trade Test Transmissions (1993)
- All Set (1996)
- Modern (1999)
- Buzzcocks (2003)
- Flat-Pack Philosophy (2006)